# MAP2
La Proteina associata ai microtubuli 2 (MAP2) è una proteina che nell'uomo è codificata dal gene MAP2.
Questo gene codifica una proteina che appartiene alla famiglia delle proteine associate ai microtubuli. Le proteine di questa famiglia si pensa siano essere implicate nella costruzione dei microtubuli, che è un passaggio essenziale nella neurogenesi. MAP2 serve a stabilizzare l'accrescimento dei microtubuli (MT) tramite un ponte tra il MT con i filamenti intermedi e altri MT. I prodotti del gene simile nei ratti e topi sono proteine citoscheletriche neurone-specifico che sono maggiormente presenti nei dendriti, implica un ruolo determinante e stabilizzante della forma del neurone durante lo sviluppo. Un numero di splicing alternativo variabile codifica per distinte isoforme.
Uno studio del 2019 dimostra che una mutazione in MAP2 è associata alla densità del follicolo pilifero prenatale.

## Interazioni
MAP2 è stato dimostrato interagire con Grb2, NEFL e MYO7A.